# Real Racing Club de Santander 2019-2020
Questa voce raccoglie le informazioni riguardanti il Real Racing Club de Santander nelle competizioni ufficiali della stagione 2019-2020.

## Maglie e sponsor
| Casa | Trasferta | Terza divisa |

Sponsor ufficiale: Aldro
Fornitore tecnico: Puma

## Organico

### Rosa
Aggiornata al 31 gennaio 2020.
| N. |                    | Ruolo | Calciatore             |
| -- | ------------------ | ----- | ---------------------- |
| 1  | Spagna (bandiera)  | P     | Iván Crespo (capitano) |
| 2  | Spagna (bandiera)  | D     | Aitor Buñuel           |
| 3  | Spagna (bandiera)  | D     | Moi Delgado            |
| 4  | Spagna (bandiera)  | D     | Iñaki Olaortua         |
| 5  | Spagna (bandiera)  | C     | Nando García           |
| 6  | Spagna (bandiera)  | C     | Sergio Ruiz            |
| 7  | Spagna (bandiera)  | C     | Nico Hidalgo           |
| 8  | Belgio (bandiera)  | C     | Aristote Nkaka         |
| 9  | Spagna (bandiera)  | A     | Jon Ander              |
| 10 | Spagna (bandiera)  | C     | Álvaro Cejudo          |
| 11 | Spagna (bandiera)  | A     | Borja Galán            |
| 12 | Spagna (bandiera)  | D     | David Carmona          |
| 13 | Francia (bandiera) | P     | Luca Zidane            |

| N. |                    | Ruolo | Calciatore          |
| -- | ------------------ | ----- | ------------------- |
| 14 | Georgia (bandiera) | C     | Giorgi Papunashvili |
| 15 | Spagna (bandiera)  | A     | David Rodríguez     |
| 16 | Spagna (bandiera)  | C     | Daniel Toribio      |
| 17 | Francia (bandiera) | C     | Enzo Lombardo       |
| 18 | Spagna (bandiera)  | A     | David Barral        |
| 19 | Spagna (bandiera)  | A     | Guillermo           |
| 20 | Spagna (bandiera)  | C     | Mario Ortiz         |
| 21 | Spagna (bandiera)  | D     | Jordi Figueras      |
| 22 | Spagna (bandiera)  | D     | Abraham Minero      |
| 23 | Belgio (bandiera)  | C     | Ritchie Kitoko      |
| 24 | Spagna (bandiera)  | D     | Alexis              |
| 30 | Spagna (bandiera)  | D     | Manu Hernando       |
| 31 | Spagna (bandiera)  | P     | Lucas Díaz          |